# Robert Lindstedt
Robert Lindstedt (Sundbyberg, Suecia, 19 de marzo de 1977) es un ex tenista profesional sueco. Especialista en dobles, ganó 23 títulos ATP de dicha categoría, incluyendo un Grand Slam, el Abierto de Australia 2014 junto a Łukasz Kubot. También ha representado a su país en Copa Davis en un total de 23 eliminatorias, con un record de 0-3 en singles y 16-6 en dobles, llegando a los cuartos de final en dos ocasiones.

## Torneos de Grand Slam

### Dobles Masculino

#### Victorias (1)
| Año  | Torneo               | Pareja       | Oponentes en la final      | Resultado |
| 2014 | Abierto de Australia | Łukasz Kubot | Eric Butorac Raven Klaasen | 6-3, 6-3  |

#### Finalista (3)
| Año  | Torneo    | Pareja      | Oponentes en la final            | Resultado                     |
| 2010 | Wimbledon | Horia Tecau | Jurgen Melzer Philipp Petzschner | 1-6, 5-7, 5-7                 |
| 2011 | Wimbledon | Horia Tecau | Bob Bryan Mike Bryan             | 3-6, 4-6, 6-7(2)              |
| 2012 | Wimbledon | Horia Tecau | Jonathan Marray Frederik Nielsen | 6-4, 4-6, 6-7(5), 7-6(5), 3-6 |

### Dobles mixto

#### Finalista (1)
| Año  | Torneo    | Pareja           | Oponentes en la final    | Resultado |
| 2019 | Wimbledon | Jeļena Ostapenko | Yung-Jan Chan Ivan Dodig | 2-6, 3-6  |

## Títulos ATP (23; 0+23)

### Dobles (23)
| Leyenda                |
| Grand Slam (1)         |
| Tennis Masters Cup (0) |
| ATP Masters 1000 (1)   |
| ATP Tour (21)          |

| N.º | Fecha                    | Torneo               | Superficie    | Pareja               | Oponentes en la final                | Resultado           |
| --- | ------------------------ | -------------------- | ------------- | -------------------- | ------------------------------------ | ------------------- |
| 1.  | 30 de septiembre de 2007 | Bombay               | Dura          | Jarkko Nieminen      | Rohan Bopanna Aisam Qureshi          | 7-6(3) 7-6(5)       |
| 2.  | 7 de octubre de 2007     | Tokio                | Césped        | Jordan Kerr          | Frank Dancevic Stephen Huss          | 6-4 6-4             |
| 3.  | 11 de agosto de 2008     | Washington           | Dura          | Marc Gicquel         | Bruno Soares Kevin Ullyett           | 7-6(6) 6-3          |
| 4.  | 12 de enero de 2009      | Auckland             | Dura          | Martin Damm          | Scott Lipsky Leander Paes            | 7-5 6-4             |
| 5.  | 2 de febrero de 2009     | Zagreb               | Dura (i)      | Martin Damm          | Christopher Kas Rogier Wassen        | 6-4 6-3             |
| 6.  | 9 de agosto de 2009      | Washington           | Dura          | Martin Damm          | Mariusz Fyrstenberg Marcin Matkowski | 7-5 7-6(3)          |
| 7.  | 5 de abril de 2010       | Casablanca           | Tierra batida | Horia Tecău          | Rohan Bopanna Aisam Qureshi          | 6-2 3-6 10-7        |
| 8.  | 19 de junio de 2010      | 's-Hertogenbosch     | Hierba        | Horia Tecău          | Lukas Dlouhy Leander Paes            | 1-6 7-5 10-7        |
| 9.  | 14 de julio de 2010      | Bastad               | Tierra batida | Horia Tecău          | Andreas Seppi Simone Vagnozzi        | 6-4 7-5             |
| 10. | 22 de julio de 2010      | New Haven            | Dura          | Horia Tecău          | Rohan Bopanna Aisam Qureshi          | 6-4 7-5             |
| 11. | 9 de abril de 2011       | Casablanca           | Tierra batida | Horia Tecău          | Colin Fleming Igor Zelenay           | 6-2 6-1             |
| 12. | 14 de julio de 2011      | Bastad               | Tierra batida | Horia Tecău          | Simon Aspelin Andreas Siljestrom     | 6-3 6-3             |
| 13. | 29 de abril de 2012      | Bucarest             | Tierra batida | Horia Tecău          | Jérémy Chardy Lukasz Kubot           | 7-6(2) 6-3          |
| 14. | 23 de junio de 2012      | 's-Hertogenbosch     | Hierba        | Horia Tecău          | Juan Sebastián Cabal Dmitry Tursunov | 6-3 7-6(1)          |
| 15. | 15 de julio de 2012      | Bastad               | Tierra batida | Horia Tecău          | Alexander Peya Bruno Soares          | 6-3 7-6(5)          |
| 16. | 19 de agosto de 2012     | Cincinnati           | Dura          | Horia Tecău          | Mahesh Bhupathi Rohan Bopanna        | 6-4 6-4             |
| 17. | 17 de febrero de 2013    | Róterdam             | Dura (i)      | Nenad Zimonjić       | Thiemo de Bakker Jesse Huta Galung   | 5–7, 6–3, [10–8]    |
| 18. | 25 de enero de 2014      | Abierto de Australia | Dura          | Łukasz Kubot         | Eric Butorac Raven Klaasen           | 6-3, 6-3            |
| 19. | 29 de agosto de 2015     | Winston-Salem        | Dura          | Dominic Inglot       | Eric Butorac Scott Lipsky            | 6-2, 6-4            |
| 20. | 2 de octubre de 2016     | Shenzhen             | Dura          | Fabio Fognini        | Oliver Marach Fabrice Martin         | 7-6(4), 6-3         |
| 21. | 30 de junio de 2017      | Antalya              | Hierba        | Aisam-ul-Haq Qureshi | Oliver Marach Mate Pavić             | 7-5, 4-1, ret.      |
| 22. | 6 de mayo de 2018        | Estambul             | Tierra batida | Dominic Inglot       | Ben McLachlan Nicholas Monroe        | 3-6, 6-3, [10-8]    |
| 23. | 22 de septiembre de 2019 | Metz                 | Dura (i)      | Jan-Lennard Struff   | Nicolas Mahut Édouard Roger-Vasselin | 2-6, 7-6(1), [10-4] |

#### Finalista (23)
- 2005: Ho Chi Minh (junto a Ashley Fisher pierden ante Lars Burgsmüller y Philipp Kohlschreiber)
- 2006: Las Vegas (junto a Jaroslav Levinsky pierden ante Bob Bryan y Mike Bryan)
- 2006: Stuttgart (junto a Yves Allegro pierden ante Gastón Gaudio y Max Mirnyi)
- 2009: Dubái (junto a Martin Damm pìerden ante Rik de Voest y Dmitry Tursunov)
- 2009: Estoril (junto a Martin Damm pierden ante Eric Butorac y Scott Lipsky)
- 2009: Bastad (junto a Robin Söderling pierden ante Jaroslav Levinsky y Filip Polášek)
- 2010: Marsella (junto a Julian Knowle pìerden ante Julien Benneteau y Michael Llodra)
- 2010: Wimbledon (junto a Horia Tecău pierden ante Jurgen Melzer y Philipp Petzschner)
- 2011: Torneo de Brisbane (junto a Horia Tecău pierden ante Lukáš Dlouhý y Paul Hanley)
- 2011: 's-Hertogenbosch (junto a Horia Tecău pierden ante Daniele Bracciali y Frantisek Cermak)
- 2011: Wimbledon (junto a Horia Tecău pierden ante Bob Bryan y Mike Bryan)
- 2011: Washington (junto a Horia Tecău pierden ante Michael Llodra y Nenad Zimonjic)
- 2011: Pekín (junto a Horia Tecău pierden ante Michael Llodra y Nenad Zimonjic)
- 2012: Róterdam (junto a Horia Tecău pierden ante Michael Llodra y Nenad Zimonjic)
- 2012: Madrid TMS (junto a Horia Tecău pierden ante Mariusz Fyrstenberg y Marcin Matkowski)
- 2012: Wimbledon (junto a Horia Tecău pierden ante Jonathan Marray y Frederik Nielsen)
- 2012: Estocolmo (junto a Nenad Zimonjic pierden ante Marcelo Melo y Bruno Soares)
- 2013: Dubái (junto a Nenad Zimonjic pierden ante Mahesh Bhupathi y Michael Llodra)
- 2015: Estambul (junto a Jürgen Melzer pierden ante Radu Albot y Dušan Lajović)
- 2016: Basilea (junto a Michael Venus pierden ante Marcel Granollers y Jack Sock)
- 2018: Stuttgart (junto a Marcin Matkowski pierden ante Philipp Petzschner y Tim Puetz)
- 2018: Shenzhen (junto a Rajeev Ram pierden ante Ben McLachlan y Joe Salisbury)
- 2019: Ginebra (junto a Matthew Ebden pierden ante Oliver Marach y Mate Pavić)